# Хлебные палочки

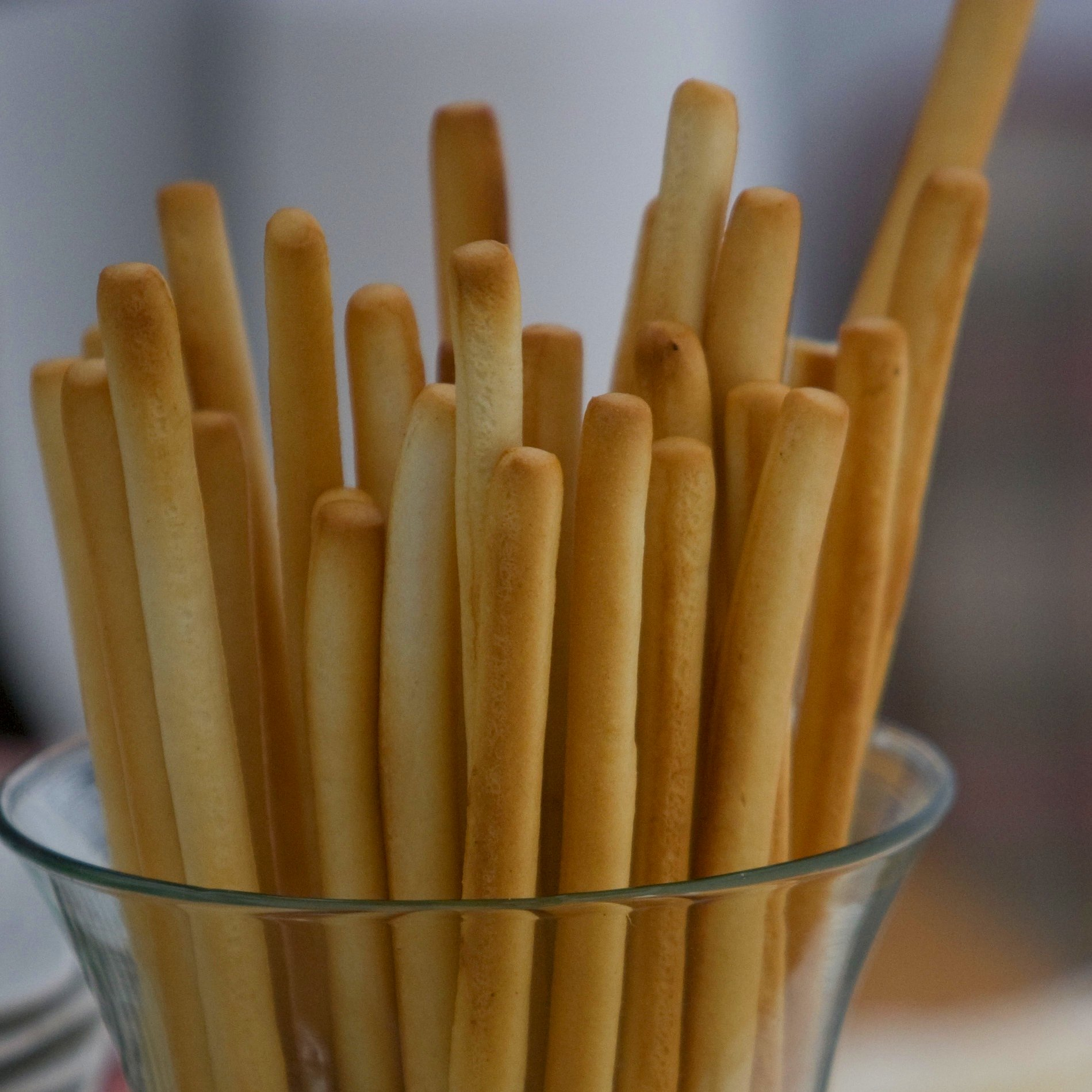
Хлебные палочки

Хлебные палочки — сухие хрупкие хлебобулочные изделия округлой формы толщиной 8—12 мм и длиной 150—200 мм. Выпускаются из дрожжевого теста на пшеничной муке высшего или первого сорта с добавлением согласно рецептуре сахара, маргарина и растительного масла. Хлебные палочки имеют длительный срок хранения и по физическим свойствам относятся к сухарным изделиям. Формы и виды палочек варьируются от страны к стране, например, в России на хлебозаводах выпускаются хлебные палочки ярославские (простые, сдобные, солёные), гриссини и палочки с тмином; в Испании популярны короткие палочки пикос. Похожим на хлебные палочки хлебобулочным изделием является соломка.
Для промышленного приготовления используется специальное оборудование, например, заготовки ярославских хлебных палочек получают путём разделки выбродившего теста на специальной жгуторезальной формовочной машине и перед выпечкой подвергают гигротермической обработке, выпечка производится в туннельных печах в течение 9—12 минут при температуре 200—250 °C; гриссини производят из безопарного теста на активированных прессованных дрожжах с расстойкой тестовых заготовок в течение 50 минут.